# 普羅赫雷斯 (切爾尼希夫州)
52°12′32″N 32°27′32″E / 52.20889°N 32.45889°E
普羅赫雷斯（烏克蘭語：Прогрес）是烏克蘭北部的村莊，隸屬切爾尼希夫州諾夫霍羅德-錫韋爾斯基區的塞梅尼夫卡市镇。該村面積0.53平方公里，海拔高度143米，2001年人口219，人口密度每平方公里413.2人。